# Armando Fernández Alatorre
Armando Fernández Alatorre (Città del Messico, 11 maggio 1955) è un ex pallanuotista tedesco, fino al 1978, messicano.
Fernández ha partecipato alle olimpiadi di Monaco 1972 e Montréal 1976 con la nazionale messicana di pallanuoto. Successivamente, a seguito della naturalizzazione tedesca, ha partecipato ad altre due olimpiadi (Los Angeles 1984, dove ha vinto 1 medaglia di bronzo e Seul 1988) con la nazionale tedesca.